# Liste du patrimoine mondial aux Fidji
Cet article recense les sites inscrits au patrimoine mondial aux Fidji.

## Statistiques
Les Fidji ratifient la Convention pour la protection du patrimoine mondial, culturel et naturel le 21 novembre 1990. Le premier site protégé est inscrit en 2013.
En 2013, les Fidji comptent un seul site inscrit au patrimoine mondial, de type culturel.
Le pays a également soumis 3 sites à la liste indicative, 2 culturels et 1 naturel.

## Patrimoine mondial
Le site suivant est inscrit au patrimoine mondial.
| Id.  | Bien                                 | Région    | Année | Superficie (ha) | Critères et notes    | Coordonnées                   | Illus. |
| ---- | ------------------------------------ | --------- | ----- | --------------- | -------------------- | ----------------------------- | ------ |
| 1399 | Ville portuaire historique de Levuka | Orientale | 2013  | 69,6            | Culturel, (ii), (iv) | 17° 40′ 59″ S, 178° 50′ 06″ E |        |

## Liste indicative
Les biens suivants sont inscrits sur la liste indicative des Fidji au début 2024. Les noms fournis par les Fidji sont en anglais : la traduction en français est donnée ici à titre indicatif.
| Id.  | Bien                                              | Région            | Année | Critères et notes          | Coordonnées                   | Illus. |
| ---- | ------------------------------------------------- | ----------------- | ----- | -------------------------- | ----------------------------- | ------ |
| 1374 | Bassin de Sovi (en)                               | Division centrale | 1999  | Culturel, (iii), (iv), (v) | 17° 59′ 02″ S, 178° 10′ 55″ E |        |
| 1375 | Dunes de sable de Sigatoka (en)                   | Occidentale       | 1999  | Culturel, (iii), (iv), (v) | 18° 10′ 01″ S, 177° 29′ 20″ E |        |
| 1376 | Sanctuaire de l'iguane à crête de Yadua Tabu (en) | Septentrionale    | 1999  | Naturel, (x)               | 16° 49′ 59″ S, 178° 16′ 44″ E |        |